# Alfred Radcliffe-Brown
Alfred Reginald Radcliffe-Brown (Birmingham, 17 de janeiro de 1881 — Londres, 24 de outubro de 1955) foi um antropólogo e etnógrafo britânico. 

## Biografia
Alfred Reginald Radcliffe-Brown nasceu em Sparkbrook, Birmingham, Inglaterra, o segundo filho de Alfred Brown (d.1886) e de sua esposa, Hannah (nascida Radcliffe). Mais tarde, ele mudou seu sobrenome, por escritura pública, para Radcliffe-Brown, sendo Radcliffe o nome de solteira de sua mãe. Ele foi educado na King Edward's School, em Birmingham, e no Trinity College, Cambridge (B.A., 1905; M.A., 1909).
Ele estudou Psicologia com W. H. R. Rivers, que, com A. C. Haddon, o levou à Antropologia Social. Sob a influência deste último, ele viajou para as Ilhas Andaman (1906-1908) e depois para a Austrália Ocidental (1910-1912, com o biólogo e escritor E. L. Grant Watson e Daisy Bates) para realizar trabalho de campo sobre o funcionamento das sociedades locais. Seu tempo nas Ilhas Andaman e na Austrália Ocidental serviu de inspiração para seus livros posteriores: The Andaman Islanders e The Social Organization of Australian Tribes. 
Antes de partir para a Austrália Ocidental, Radcliffe-Brown casou-se com Winifred Marie Lyon em Cambridge; eles tiveram uma filha, Mary Cynthia Lyon Radcliffe.  O casal se separou por volta de 1926 e pode ter se divorciado em 1938 (fontes discordam sobre se um divórcio realmente ocorreu). 
Em 1916, tornou-se diretor de educação em Tonga e, em 1921, mudou-se para a Cidade do Cabo para se tornar professor de Antropologia Social, fundando a School of African Life. Também trabalhou na Universidade da Cidade do Cabo (1921–25), Universidade de Sydney (1925–31) e Universidade de Chicago (1931–37). Entre seus alunos mais importantes durante seus anos na Universidade de Chicago estavam Sol Tax e Fred Eggan. 
Retornou à Inglaterra em 1937 para ocupar um cargo na primeira cadeira de Antropologia Social em Oxford em 1937, cargo que ocupou até sua aposentadoria em 1946. Fundou o Instituto de Antropologia Social e Cultural em Oxford. De acordo com Rodney Needham, sua ausência no Instituto durante os anos de guerra impediu que suas teorias e abordagens tivessem grande influência na antropologia de Oxford.
Entre 1942 e 1946, Radcliffe-Brown veio ao Brasil como professor visitante da Divisão de Estudos de Pós-graduação da Escola Livre de Sociologia e Política de São Paulo. Além de ministrar aulas na Escola Livre, ocupou a função de diretor da Cultura Inglesa, à época uma escola de inglês ainda incipiente.
Ele morreu em Londres em 1955. 

## Trabalho
Radcliffe-Brown insere-se na tradição de Durkheim, tendo desenvolvido uma teoria estruturo-funcionalista do social que se opôs ao funcionalismo de Bronislaw Malinowski, nos primeiros tempos da antropologia social britânica.
Embora frequentemente associado ao funcionalismo e considerado como o fundador do funcionalismo estrutural, Radcliffe-Brown negava veementemente que fosse um funcionalista e distinguia o seu conceito do função daquele preconizado por Malinowski, que defendia abertamente o funcionalismo.  

## Publicações selecionadas
- 1912 - "The Distribution of Native Tribes in Part of Western Australia", Man, n. 12, p. 143-146.
- 1913 - "Three Tribes of Western Australia", The Journal of the Royal Anthropological Institute of Great Britain and Ireland, 43: 143-194.
- 1922 - The Andaman Islanders; a study in social anthropology.
- 1926 - Arrangements of Stones in Australia, Man, n. 26, p. 204-205.
- 1931 - The Social Organization of Australian Tribes.
- 1940 - On Joking relationships. Africa: Journal of the International African Institute, v. 13, n, 3 p. 195–210, Jul. 1940.
- 1940 - Preface. In: EVANS-PRITCHARD, Edward; FORTES, Meyer (orgs.) African Political Systems.
- 1050 - African Systems of Kinship and Marriage (edição em português: Sistemas políticos africanos de parentesco e casamento).
- 1952 - Structure and Function in Primitive Society (edição em português: Estrutura e função na sociedade primitiva)